# Havana (canción)
«Havana» (En español: «La Habana») es una canción grabada por la cantante cubanomexicana Camila Cabello con la participación del trapero estadounidense Young Thug, perteneciente a su álbum debut titulado Camila. Fue lanzada el 3 de agosto de 2017, junto a «OMG», como sencillos promocionales. El 30 de agosto de 2017, Cabello confirmó el tema como segundo sencillo de su álbum debut. Fue lanzada en las radios el 8 de septiembre. El 12 de noviembre se lanzó la versión remix del sencillo junto al cantante Daddy Yankee. El primer verso es interpretado en español mientras que Yankee reemplaza el verso del rapero Young Thug. El 21 de septiembre de 2018 lanzó la versión en vivo del sencillo grabada en el concierto otorgado en  Londres como parte de su Never Be the Same Tour.
Debido al creciente éxito de la canción, «Havana» se convirtió oficialmente en sencillo líder del álbum. La canción alcanzó el puesto número uno del Billboard Hot 100 de Estados Unidos, convirtiendo a Camila Cabello en la primera cantante mexicana en lograrlo, y la tercera nacida en Cuba, solo detrás de Gloria Estefan y Nayer. La canción también alcanzó el primer puesto en Australia, Brasil, Canadá, Francia, Irlanda, México, Escocia y el Reino Unido, además de alcanzar el top diez en numerosos países incluyendo España, Dinamarca, Alemania, Países Bajos, Nueva Zelanda, Colombia, Italia y demás. 
El video musical fue dirigido por Dave Meyers y fue lanzado el 24 de octubre de 2017. El video muestra a Cabello interpretando a Karla, una actriz de tele novela y protagonista de películas, incluye apariciones de Lele Pons, LeJuan James, Noah Centineo, Marco DelVecchio y Mikey Pesante. Adicionalmente un video vertical fue lanzado en el cual se muestra a la cantante junto a bailarines en el subterráneo de la ciudad de Nueva York. Cabello interpretó el sencillo en numerosas ocasiones, las más recordadas fueron MTV Europe Music Awards, Latin American Music Awards y los Grammy Awards
De acuerdo con IFPI, «Havana» fue la canción más vendida del 2018 con 19 millones de copias.

## Composición
«Havana» es una canción en tiempo moderado, que simbólicamente muestra a la cantante abrazando su país de nacimiento. Cabello canta el coro acompañada de riffs y un ritmo de piano con influencias latinas. Sadie Bell, de la revista Billboard, interpretó la línea "Half of my heart is in Havana" como la canción que narra “un romance que el corazón de Camila encontró yendo hacia el sur”, mientras que para Rolling Stone, Brittany Spanos entiende que en esta canción, Cabello se enamora de “un pretendiente misterioso del este de Atlanta”, aunque ella ha dejado su corazón en La Habana. Young Thug aparece cantando unos versos de la canción acompañado de un "bouncy" piano. Algunas publicaciones sobre música, describieron la canción como pop y "fusión latina".

## Lanzamiento
El 30 de julio de 2017, Cabello publicó una fotografía donde se podía apreciar un cartel de aspecto teatral donde se leía: "Próximamente: Havana y OMG. Un doble lanzamiento para el verano". Al día siguiente, una fotografía similar pero de aspecto más moderno fue publicada a sus redes sociales en donde se revelaban la portada de los diferentes sencillos próximamente a ser estrenados además de anunciar que Young Thug y Quavo serían las voces invitadas en dichas canciones. En esa misma publicación, en el lado derecho, ligeramente escondido, se podía apreciar un cartel de aspecto cinematográfico donde se anunciaba que otro tema, "Inside Out", que fue interpretado por primera vez en el 24K Magic World Tour de Bruno Mars donde la cantante ejecutaba el papel de telonera de la gira, sería estrenado próximamente.

## Video musical

### Desarrollo y lanzamiento
El 1 de agosto de 2017, la cantante reveló una fotografía donde se muestra un autocine con escenas de un posible vídeo musical de Havana. El 4 de octubre, se filtran imágenes de la filmación del mismo en Los Ángeles. El 22 de octubre de 2017, Cabello comparte en sus redes sociales el primer adelanto, de 26 segundos, utilizando el hashtag #HavanaTheMovie. Finalmente, el 24 de octubre, se estrenó el video musical en su cuenta oficial en Vevo. El mismo fue dirigido por Dave Meyers y contó con las participaciones especiales de Lele Pons, LeJuan James, Noah Centineo y el rapero Young Thug.
Hasta la fecha el video cuenta con más de 900 millones de visitas, convirtiéndose en el octavo video en llegar más rápido a las 100 millones de reproducciones y el quinto video en alcanzar más rápido los 200 millones de reproducciones.

### Sinopsis
En el vídeo musical se puede observar a Cabello interpretando tres personajes distintos. El primero, una actriz de telenovela que al ingresar a la habitación ve a su novio, Juan, engañándola con su mejor amiga y mucama, finalmente su verdadero novio sale del armario, indicando que el sujeto en la cama es su hermano gemelo Rodrigo, pidiéndole matrimonio. La abuela del segundo personaje apaga la televisión, por eso no se conoce el final de dicha telenovela. El segundo personaje, una chica de 20 años de edad llamada Karla, adicta a las telenovelas. La hermana del personaje, Bella, fue interpretada por Lele Pons. La abuela con la que comparte las sesiones de tarde de telenovelas fue interpretada por LeJuan James, quien incita a Karla a buscar el amor. Al quedarse dormida la abuela, Karla asiste a una proyección de la película titulada "Camila in Havana", donde se conoce el tercer y último personaje. La protagonista de la película, vestida con un vestido rojo, pasa la noche en un bar en donde conoce a un hombre del cual se enamora. Al final de la película, pronuncian unas palabras de amor, a lo que la protagonista contesta, «Te quiero, pero me quiero más a mi». Tras estas palabras, se queda sola. El personaje de Karla, indignada por el final de la película grita a la pantalla a lo cual la protagonista contesta «Si no te gusta mi historia, sal y escribe la tuya». Al salir, un chico, interpretado por Noah Centineo, cae de su bicicleta y al ayudarle, comienzan a bailar.

### Simbología
En el video, Cabello hace referencia a los estereotipos que hay hacia las costumbres latinoamericanas como el uso de la chancleta o la expectación masiva por las telenovelas.
Al final de este, Cabello dedica el video a los dreamers nombre dado a quienes llegaron a los Estados Unidos siendo niños y muchos de ellos descubren en su adolescencia que lo hicieron de manera ilegal. Son inmigrantes, en la mayoría de los casos con padres inmigrantes también, que buscan salir del limbo legal en el que se encuentran. Este término volvió a estar en boca de muchos tras declaraciones en las que el presidente Donald Trump anunciaba una ley la cual menospreciaría a los dreamers. Desde aquel entonces, dreamers es también el nombre de la fan-base de Cabello.

### Video vertical
El 9 de noviembre de 2017 se publicó en las cuentas de YouTube y Vevo de la cantante un vídeo en vertical que en un principio estaría solamente disponible en la plataforma de streaming Spotify. En él se muestra a Cabello interpretando el tema en diferentes zonas de la ciudad de Nueva York como puede ser el metro de este. El director del vídeo es Sam Lecca.

## Recepción de la crítica
Sadie Bell, de la revista estadounidense Billboard, expresó que esta sensual canción emite una "llamarada latina". Del mismo modo, Allison Browsher, del canal de televisión Much, opinó que la canción «llega justo a tiempo para mantener el calor del verano en la radio». Peter A. Berry, de la revista de hip-hop estadounidense XXL valoró que el verso de Young Thug «se mezcla perfectamente con el "bouncy" piano». 
El 31 de diciembre, el antiguo presidente de los Estados Unidos Barack Obama compartió una lista con sus libros y canciones favoritas del 2017 incluyendo «Havana». El sencillo además rompió el récord y se convirtió en la canción de una artista femenina solista con más streams en la plataforma Spotify, con más de 888 millones de reproducciones.

### Listas anuales
| Publicación | Lista                         | Posición | Ref.   |
| ----------- | ----------------------------- | -------- | ------ |
| Billboard   | 100 Mejores canciones de 2017 | 19       | [ 42 ] |
| The Fader   | 101 Mejores canciones de 2017 | 48       | [ 43 ] |

## Versión remix

### Antecedentes
El 19 de octubre de 2017, el sitio web Breathy Heavy indicó que Cabello se encontraba preparando una nueva versión del sencillo junto al cantante puertorriqueño Daddy Yankee. El 26 de octubre de 2017, la cantante presentó por primera vez una versión espanglish de «Havana» en la tercera edición de la ceremonia de premios Latin American Music Awards celebrados en la ciudad de Los Ángeles. Tanto sus fanáticos como la crítica alabaron la presentación y elogiaron esta nueva versión de la canción y pidieron una versión en estudio del tema.
Semanas después, el 11 de noviembre, Cabello publicó un mensaje en su cuenta oficial en Twitter donde anunció el lanzamiento de una "sorpresa" relacionada con su actual sencillo. Cabello separó el mensaje en seis líneas las cuales, juntando la primera letra de cada línea confeccionaban la palabra Yankee. Horas más tarde, el cantante puertorriqueño Daddy Yankee publicó en su cuenta de Twitter «¿están enamorados?».

### Lanzamiento
El remix de Havana fue lanzado a la venta en plataformas digitales el 12 de noviembre de 2017. El mismo día se compartió el audio de la canción en el canal Vevo de la cantante. El sencillo es una versión espanglish a dúo con Daddy Yankee. La portada del mismo consiste en la misma portada utilizada para la versión en inglés con un color de fondo distinto, azul oscuro.

## Presentaciones en vivo
El 25 de junio de 2017, Cabello presentó «Havana» junto a «OMG» y una balada, no lanzada oficialmente a la venta hasta el 7 de diciembre, titulada «Never Be the Same» en el festival B96 Summer Bash. El tema fue interpretado entre julio y septiembre de 2017, en la gira  24K Magic World Tour del cantante estadounidense Bruno Mars, donde Cabello se encontraba como telonera.
Luego de ser anunciada como sencillo, Cabello dio inicio a la promoción del mismo, el 25 de septiembre de 2017 se presentó en el programa estadounidense The Tonight Show Starring Jimmy Fallon interpretando por primera vez una versión solo del sencillo.  El 27 de septiembre se presentó en The Elvis Duran Morning Show en los estudios de la radio Z100 en la ciudad de Nueva York interpretando una versión acústica de la canción. Días después, interpretó el sencillo en el Citi Concert Series del programa estadounidense Today continuando con la interpretación de «Crying in the club» y «Bad Things».
El 22 de octubre de 2017 presentó por primera vez «Havana» en los BBC Radio 1 Teen Awards llevados a cabo en Reino Unido. Días más tardes se presentó en los Premios Latin American Music, llevados a cabo en Los Ángeles, interpretando por primera vez una versión en español del sencillo.
El 4 de noviembre el tema fue interpretado como parte de la lista de canciones de su presentación en el concierto iHeart Radio Fiesta Latina. El 10 de noviembre de 2017, Cabello presentó el sencillo en la ceremonia española de premios Los 40 Music Awards que tomaron lugar en el WiZink Center en la ciudad de Madrid. Cabello optó por comenzar la canción a capela para después continuar con el tema en su versión en solitario y con la participación de una guitarra española de fondo. El 12 de noviembre, «Havana» fue interpretada en la capital inglesa, en la vigésima cuarta edición de los MTV Europe Music Awards llevados a cabo en el Wembley Arena. La misma fue considerada por Billboard como la mejor presentación de la premiación y considera por los críticos Chris Malone y Bryan Rolli como la séptima mejor presentación del año. El 30 de noviembre, Cabello se presentó en los Premios Billboard Women in music donde, además de recibir el premio revelación por su carrera como solista, interpretó nuevamente la versión acústica del sencillo. En noviembre de 2017, el tema se incluyó en el setlist de sus presentaciones como parte de los conciertos KIIS-FM Jingle Ball 2017, presentándose del 28 de noviembre al 17 de diciembre, en Dallas, San José, Minneapolis, Nueva York, Boston, Washington,  Chicago, Atlanta, Tampa y Miami.
El 31 de diciembre fue interpretada nuevamente durante el Dick Clark's New Year's Rockin' Eve en Times Square, Nueva York.
En enero de 2018, interpretó nuevamente el sencillo con un estilo cabaret en el programa The Ellen DeGeneres Show. En febrero de 2018, durante su visita promocional en Japón interpretó nuevamente el sencillo en el programa japonés “Music Station”.[cita requerida] Posteriormente, fue interpretada nuevamente en el programa The Graham Norton Show en su visita promocional en Londres.
El 11 de marzo de 2018 interpretó nuevamente el sencillo, esta vez en los iHeartRadio Music Awards, la presentación estuvo inspirada en la película Gentlemen Prefer Blondes de Marilyn Monroe y el tema «Material Girl» de la cantante Madonna.
El 20 de mayo de 2018 volvió a interpretar la canción, esta vez como parte de su presentación en los Billboard Music Award, luego de interpretar «Sangria Wine» junto a Pharrell Williams.

## Formatos y lista de canciones
- Descarga digital

1. "Havana" (con Young Thug) – 3:36

- Descarga digital - remix

1. "Havana" Remix (con Daddy Yankee) – 3:19

- Descarga digital - radio edición

1. "Havana" (con Young Thug) – 2:57

- CD single

1. "Havana" (con Young Thug) – 3:36
2. "Havana" Remix (con Daddy Yankee) – 3:19

- Descarga digital - versión live

1. "Havana" Live – 4:10

## Posicionamiento en listas
| Lista (2017)                                         | Posición más alta |
| ---------------------------------------------------- | ----------------- |
| Alemania (Media Control AG)                          | 2                 |
| Argentina (Monitor Latino Top 20 Anglo)              | 1                 |
| Argentina (Monitor Latino Top 20 General)            | 1                 |
| Australia (ARIA)                                     | 1                 |
| Austria (Ö3 Austria Top 40)                          | 2                 |
| Bélgica (Flandes) (Ultratop 50)                      | 2                 |
| Bélgica (Valonia) (Ultratip Bubbling Under)          | 2                 |
| Bolivia (Monitor Latino Top 20 General)              | 5                 |
| Brasil (Billboard Hot 100)                           | 1                 |
| Brasil (Billboard Hot pop songs)                     | 3                 |
| Canadá (Billboard Hot 100)                           | 1                 |
| Canadá (Billboard CHR/Top 40)                        | 1                 |
| Canadá (Billboard Hot AC)                            | 10                |
| Chile (Monitor Latino Top 20 Anglo)                  | 1                 |
| Chile (Monitor Latino Top 20 General)                | 11                |
| Colombia (National Report Top 100)                   | 8                 |
| Colombia (Monitor Latino Top 20 Anglo audiencia)     | 1                 |
| Costa Rica (Monitor Latino Top 20 General)           | 3                 |
| Croacia (HRT)                                        | 2                 |
| Dinamarca (Tracklisten)                              | 2                 |
| Ecuador (National Report Top 100)                    | 7                 |
| Ecuador (Monitor Latino Top 20 Anglo)                | 1                 |
| Escocia (Scottish Singles Sales Chart)               | 1                 |
| Eslovaquia (Singles Digital Top 100)                 | 1                 |
| Eslovenia (SloTop50)                                 | 1                 |
| España (PROMUSICAE)                                  | 4                 |
| El Salvador (Monitor Latino Top 20 General)          | 3                 |
| Estados Unidos (Billboard Hot 100)                   | 1                 |
| Estados Unidos (Billboard Adult Top 40)              | 1                 |
| Estados Unidos (Billboard Mainstreaming top 40)      | 1                 |
| Estados Unidos (Billboard Rhythmic)                  | 1                 |
| Estados Unidos (Billboard Digital song sales)        | 1                 |
| Estados Unidos (Billboard Radio songs)               | 1                 |
| Estados Unidos (Billboard Dance Club Songs)          | 12                |
| Filipinas (Billboard Philippine Hot 100)             | 1                 |
| Finlandia (OFC)                                      | 9                 |
| Francia (SNEP)                                       | 1                 |
| Grecia (Billboard Greece Digital Song Sales)         | 1                 |
| Guatemala (Monitor Latino Top 20 Anglo)              | 1                 |
| Guatemala (Monitor Latino Top 20 General)            | 5                 |
| Honduras (Monitor Latino Top 20 General)             | 5                 |
| Hungría (Singles Top 40)                             | 1                 |
| Irlanda (IRMA)                                       | 1                 |
| Israel (Media Forest)                                | 1                 |
| Italia (FIMI)                                        | 2                 |
| Japón (Billboard Hot 100)                            | 10                |
| Letonia (Latvijas Top 40)                            | 1                 |
| Líbano (Lebanese Top 20)                             | 4                 |
| Luxemburgo (Billboard Luxembourg Digital Song Sales) | 2                 |
| Lituania (M-1 Top 40)                                | 2                 |
| Malasia (RIM)                                        | 2                 |
| México (Billboard México Airplay)                    | 1                 |
| México (Billboard México Inglés Airplay)             | 1                 |
| México (Monitor Latino Top 20 Anglo audiencia)       | 1                 |
| México (Monitor Latino Top 20 General audiencia)     | 1                 |
| México (AMPROFON Top 20 Streaming)                   | 20                |
| Nueva Zelanda (Recorded Music NZ)                    | 2                 |
| Noruega (VG-lista)                                   | 16                |
| Países Bajos (Dutch Top 40)                          | 2                 |
| Países Bajos (Mega Single Top 100)                   | 5                 |
| Panamá (Monitor Latino Top 20 Anglo)                 | 1                 |
| Panamá (Monitor Latino Top 20 General)               | 3                 |
| Paraguay (Monitor Latino Top 20 General)             | 1                 |
| Perú (Monitor Latino Top 20 General)                 | 10                |
| Polonia (Polish Airplay Top 100)                     | 1                 |
| Portugal (AFP)                                       | 2                 |
| Reino Unido (UK Singles Chart)                       | 1                 |
| República Dominicana (Monitor Latino Top 20 Anglo)   | 1                 |
| República Dominicana (Monitor Latino Top 20 General) | 15                |
| República Checa (Singles Digitál Top 100)            | 1                 |
| Rusia (Tophit)                                       | 20                |
| Suecia (Sverigetopplistan)                           | 6                 |
| Suiza (Schweizer Hitparade)                          | 2                 |
| Uruguay (Monitor Latino Top 20 General)              | 2                 |
| Venezuela (Record Report Top 100)                    | 54                |
| Venezuela (Monitor Latino Top 20 Anglo)              | 1                 |
| Venezuela (National Report Top 20 Anglo)             | 2                 |
| Venezuela (National Report Top 100)                  | 6                 |

| Lista (2017)        | Posición más alta |
| ------------------- | ----------------- |
| España (Promusicae) | 16                |

| País                 | Lista                      | Mejor posición |
| -------------------- | -------------------------- | -------------- |
| Alemania             | Official German Charts     | 18             |
| Australia            | ARIA                       | 19             |
| Austria              | Ö3 Austria Top 40          | 23             |
| Bélgica              | Ultratop Flanders          | 69             |
| Bélgica              | Ultratop Wallonia          | 82             |
| Canadá               | Billboard Canadian Hot 100 | 56             |
| Colombia             | Monitor Latino Anglo       | 49             |
| Dinamarca            | Tracklisten                | 44             |
| Ecuador              | Monitor Latino Anglo       | 56             |
| El Salvador          | Monitor Latino General     | 23             |
| Estados Unidos       | Billboard Hot 100          | 96             |
| Guatemala            | Monitor Latino Anglo       | 71             |
| Honduras             | Monitor Latino General     | 21             |
| Israel               | Media Forest               | 25             |
| Italia               | FIMI                       | 60             |
| Nicaragua            | Monitor Latino General     | 29             |
| Nueva Zelanda        | Recorded Music NZ          | 24             |
| México               | Monitor Latino Anglo       | 45             |
| Panamá               | Monitor Latino Anglo       | 86             |
| Países Bajos         | Single Top 100             | 48             |
| Reino Unido          | UK Singles (OCC)           | 18             |
| República Dominicana | Monitor Latino Anglo       | 42             |
| Suecia               | Sverigetopplistan          | 67             |
| Suiza                | Schweizer Hitparade        | 44             |
| Venezuela            | Monitor Latino Anglo       | 80             |

## Certificaciones
| Alemania (BVMI)       | 2× Platino         | 800 000   |
| Argentina (CAPIF)     | Platino            | 20 000    |
| Australia (ARIA)      | 9× Platino         | 630 000   |
| Austria (IFPI)        | Platino            | 30 000    |
| Bélgica (BEA)         | 2× Platino         | 40 000    |
| Brasil (PMB)          | Diamante           | 160 000   |
| Canadá (Music Canada) | 8× Platino         | 640 000   |
| Dinamarca (IFPI)      | 2× Platino         | 180 000   |
| España (PROMUSICAE)   | 3× Platino         | 120 000   |
| Estados Unidos (RIAA) | Diamante           | 10 000    |
| Francia (SNEP)        | Diamante           | 250 000   |
| Italia (FIMI)         | 3× Platino         | 150 000   |
| México (AMPROFON)     | Diamante + Platino | 360 000   |
| Nueva Zelanda (RIANZ) | 3× Platino         | 90 000    |
| Polonia (ZPAV)        | Diamante           | 100 000   |
| Portugal (AFP)        | 2× Platino         | 20 000    |
| Reino Unido (IFPI)    | 2× Platino         | 1 200 000 |
| Suecia (GLF)          | 4× Platino         | 160 000   |
| Suiza (IFPI)          | Platino            | 30 000    |
| Havana Remix          |                    |           |
| España (PROMUSICAE)   | Platino            | 40 000    |

## Historial de lanzamiento
El 2 de agosto de 2017, Cabello anunció vía sus redes sociales que estas dos pistas serían lanzadas al día siguiente, el 3 de agosto , en plataformas de streaming como YouTube o Spotify, mientras que en plataformas dedicadas a la descarga digital, las pistas estuvieron disponibles a partir del 5 de agosto.
| Región         | Fecha                    | Formato          | Discográfica |
| -------------- | ------------------------ | ---------------- | ------------ |
| Mundo          | 3 de agosto de 2017      | Streaming        | Epic Records |
| Mundo          | 5 de agosto de 2017      | Descarga digital | Epic Records |
| Italia         | 8 de septiembre de 2017  | Radio            | Epic Records |
| Reino Unido    | 8 de septiembre de 2017  | Radio            | Epic Records |
| Estados Unidos | 3 de octubre de 2017     | Radio            | Epic Records |
| Mundo          | 12 de noviembre de 2017  | Remix            | Epic Records |
| Mundo          | 21 de septiembre de 2018 | Versión en vivo  | Epic Records |